# Lewiston (Utah)
Lewiston es una ciudad del condado de Cache, estado de Utah, Estados Unidos. Según el censo de 2020 la población era de 1,939 habitantes. Está incluida en el área estadística metropolitana parcial de Logan, Utah-Idaho.

## Geografía
Lewiston se encuentra en las coordenadas 41°58′7″N 111°51′57″O / 41.96861, -111.86583.
Según la oficina del censo de Estados Unidos, la ciudad tiene una superficie total de 66,5 km². De los cuales 66,2 km² son tierra y 0,3 km² (0.43%) están cubiertos de agua.
- Datos: Q483294
- Multimedia: Lewiston, Utah / Q483294

1. ↑  Zip Data Maps, código ZIP n.º 84320.